# Acanthispa baeri
Acanthispa baeri es un coleóptero de la familia Chrysomelidae. Fue descrita en 1927 por Maurice Pic como Acanthodes baeri